# Punto critico (singolo)
Punto critico è un singolo del gruppo musicale italiano Subsonica, pubblicato il 27 settembre 2018 come secondo estratto dall'ottavo album in studio 8.
Il brano è stato scritto da Max Casacci (musica e testo) ed Enrico Matta (musica).

## Video musicale
Il videoclip è stato pubblicato il 19 gennaio 2019 sul canale Vevo-YouTube del gruppo. 